# 2020년 하계 올림픽 야구 선수 명단

## A조

### 도미니카 공화국
Gerson Bautista -> Ramón Rosso
| 15 | 투수   | 크리스토퍼 메르세데스  | 1994년 3월 8일(27세)   | 요미우리 자이언츠             |  |  |
| 23 | 투수   | 라몬 로소              | 1996년 6월 9일(25세)   | 필라델피아 필리스 (AAA)       |  |  |
| 28 | 투수   | 후니오르 가르시아      | 1995년 10월 1일(25세)  | 애리조나 다이아몬드백스 (AAA) |  |  |
| 31 | 투수   | 루이스 펠리페 카스티요 | 1995년 3월 10일(26세)  | 애리조나 다이아몬드백스 (AA)  |  |  |
| 33 | 투수   | 하이로 어센시오        | 1983년 5월 30일(38세)  | 티그레스 델 리세이            |  |  |
| 37 | 투수   | 얀 마리네스            | 1988년 8월 12일(32세)  | 토로스 델 에스테              |  |  |
| 38 | 투수   | 앙헬 산체스            | 1989년 11월 28일(31세) | 요미우리 자이언츠             |  |  |
| 39 | 투수   | 다리오 알바레즈        | 1989년 1월 17일(32세)  | 알고도네로스 데 우니온 라구나 |  |  |
| 41 | 투수   | 데니 레예스            | 1996년 11월 2일(24세)  | 보스턴 레드삭스 (AA)          |  |  |
| 56 | 투수   | 라울 발데스            | 1977년 11월 27일(43세) | 토로스 델 에스테              |  |  |
| 70 | 투수   | 점보 디아스            | 1984년 2월 27일(37세)  | 디아블로스 로호스 델 멕시코   |  |  |
| 79 | 투수   | 가브리엘 아리아스      | 1989년 12월 6일(31세)  | 페리코스 데 푸에블라          |  |  |
|    |        |                        |                        |                               |  |  |
| 7  | 포수   | 찰리 발레리오          | 1990년 11월 7일(30세)  | 수폴스 카나리스               |  |  |
| 16 | 포수   | 롤다니 발드윈          | 1996년 3월 16일(25세)  | 보스턴 레드삭스 (AA)          |  |  |
|    |        |                        |                        |                               |  |  |
| 2  | 내야수 | 구스타보 누녜스        | 1988년 2월 8일(33세)   | 에스트레라스 오리엔타레스     |  |  |
| 6  | 내야수 | 에릭 메히아            | 1994년 11월 9일(26세)  | 캔자스시티 로얄스 (AAA)       |  |  |
| 10 | 내야수 | 헤이손 구스만          | 1998년 10월 8일(22세)  | 캔자스시티 로얄스 (A+)        |  |  |
| 19 | 내야수 | 호세 바우티스타        | 1980년 10월 19일(40세) | 무소속                        |  |  |
| 34 | 내야수 | 후안 프란시스코        | 1987년 6월 24일(33세)  | 기간테스 델 시바오            |  |  |
|    |        |                        |                        |                               |  |  |
| 3  | 외야수 | 예프리 페레즈          | 1991년 2월 24일(30세)  | 아길라스 시베냐스             |  |  |
| 14 | 외야수 | 멜키 카브레라          | 1984년 8월 11일(36세)  | 아길라스 시베냐스             |  |  |
| 18 | 외야수 | 훌리오 로드리게스      | 2000년 12월 29일(20세) | 시애틀 매리너스 (A+)          |  |  |
| 36 | 외야수 | 요한 미에시스          | 1995년 7월 13일(25세)  | 보스턴 레드삭스 (AAA)         |  |  |
| 64 | 외야수 | 에밀리오 보니파시오    | 1985년 4월 23일(36세)  | 티그레스 델 리세이            |  |  |

### 멕시코
| 20 | 투수   | 매니 바누엘로스      | 1991년 3월 13일(30세)  | 술탄네스 데 몬테레이        |  |  |
| 22 | 투수   | 새미 솔리스          | 1988년 8월 10일(32세)  | 아세레로스 데 몬클로바      |  |  |
| 29 | 투수   | 올리베르 페레스      | 1991년 3월 13일(30세)  | 토로스 데 티후아나          |  |  |
| 35 | 투수   | 후안 파블로 오라마스 | 1990년 3월 11일(31세)  | 올메카스 데 타바스코        |  |  |
| 36 | 투수   | 테디 스탄키비치      | 1993년 11월 25일(27세) | 토로스 데 티후아나          |  |  |
| 38 | 투수   | 엑토르 벨라스케스    | 1988년 11월 26일(32세) | 아세레로스 데 몬클로바      |  |  |
| 46 | 투수   | 카를로스 부스타만테  | 1994년 9월 25일(26세)  | 아세레로스 데 몬클로바      |  |  |
| 48 | 투수   | 사사기 산체스        | 1994년 6월 3일(27세)   | 디아블로스 로호스 델 멕시코 |  |  |
| 49 | 투수   | 세사르 바르가스      | 1991년 12월 30일(29세) | 술탄네스 데 몬테레이        |  |  |
| 50 | 투수   | 매니 바레다          | 1988년 10월 8일(32세)  | 볼티모어 오리올스 (AAA)     |  |  |
| 53 | 투수   | 다니엘 두아르테      | 1996년 12월 4일(24세)  | 신시내티 레즈 (AAA)         |  |  |
| 59 | 투수   | 페르난도 살라스      | 1985년 3월 30일(36세)  | 올메카스 데 타바스코        |  |  |
|    |        |                      |                        |                             |  |  |
| 13 | 포수   | 알렉시스 윌슨        | 1996년 8월 13일(24세)  | 티그레스 데 킨타나로오      |  |  |
| 44 | 포수   | 알리 솔리스          | 1987년 9월 29일(33세)  | 술탄네스 데 몬테레이        |  |  |
|    |        |                      |                        |                             |  |  |
| 2  | 내야수 | 라이언 고인스        | 1988년 2월 13일(33세)  | 애틀랜타 브레이브스 (AAA)   |  |  |
| 18 | 내야수 | 대니 에스피노사      | 1987년 4월 25일(34세)  | 아세레로스 데 몬클로바      |  |  |
| 19 | 내야수 | 라미로 페냐          | 1985년 7월 18일(35세)  | 술탄네스 데 몬테레이        |  |  |
| 23 | 내야수 | 아드리안 곤살레스    | 1982년 3월 8일(39세)   | 마리야치스 데 과달라하라    |  |  |
| 24 | 내야수 | 에프렌 나바로        | 1986년 3월 14일(35세)  | 토로스 데 티후아나          |  |  |
| 74 | 내야수 | 이삭 로드리게스      | 1991년 3월 3일(30세)   | 토로스 데 티후아나          |  |  |
|    |        |                      |                        |                             |  |  |
| 5  | 외야수 | 세바스티안 엘리살데  | 1990년 6월 20일(30세)  | 술탄네스 데 몬테레이        |  |  |
| 27 | 외야수 | 조나탄 존스          | 1989년 8월 2일(31세)   | 레오네스 데 유카탄          |  |  |
| 32 | 외야수 | 조이 메네세스        | 1992년 3월 6일(29세)   | 보스턴 레드삭스 (AA)        |  |  |
| 33 | 외야수 | 호세 카르도나        | 1994년 3월 16일(27세)  | 피라타스 데 캄페체          |  |  |

### 일본
- 감독: 80 이나바 아쓰노리
- 코치: 81 다테야마 요시노리 (투수 코치) 82 이바타 히로카즈 (내야 수비/주루 코치) 84 무라타 요시노리 (배터리 코치) 87 시미즈 마사지 (외야 수비/주루 코치) 88 가네코 마코토 (수석/타격 코치)

| 11 | 투수   | 스가노 도모유키   | 1989년 10월 11일(31세) | 요미우리 자이언츠          |  |  |
| 12 | 투수   | 아오야기 고요     | 1993년 12월 11일(27세) | 한신 타이거스              |  |  |
| 13 | 투수   | 이와자키 스구루   | 1991년 6월 19일(29세)  | 한신 타이거스              |  |  |
| 15 | 투수   | 모리시타 마사토   | 1997년 8월 25일(23세)  | 히로시마 도요 카프         |  |  |
| 17 | 투수   | 야마모토 요시노부 | 1998년 8월 17일(22세)  | 오릭스 버펄로스            |  |  |
| 18 | 투수   | 다나카 마사히로   | 1988년 11월 1일(32세)  | 도호쿠 라쿠텐 골든이글스   |  |  |
| 19 | 투수   | 야마사키 야스아키 | 1992년 10월 2일(28세)  | 요코하마 DeNA 베이스타스   |  |  |
| 20 | 투수   | 구리바야시 료지   | 1996년 7월 9일(24세)   | 히로시마 도요 카프         |  |  |
| 22 | 투수   | 오노 유다이       | 1988년 9월 26일(32세)  | 주니치 드래건스            |  |  |
| 61 | 투수   | 다이라 가이마     | 1999년 11월 15일(21세) | 사이타마 세이부 라이온스   |  |  |
|    |        |                   |                        |                            |  |  |
| 7  | 포수   | 우메노 류타로     | 1991년 6월 17일(29세)  | 한신 타이거스              |  |  |
| 10 | 포수   | 가이 다쿠야       | 1992년 11월 5일(28세)  | 사이타마 세이부 라이온스   |  |  |
|    |        |                   |                        |                            |  |  |
| 1  | 내야수 | 야마다 데쓰토     | 1992년 7월 16일(28세)  | 도쿄 야쿠르트 스왈로스     |  |  |
| 2  | 내야수 | 겐다 소스케       | 1993년 2월 16일(28세)  | 사이타마 세이부 라이온스   |  |  |
| 3  | 내야수 | 아사무라 히데토   | 1990년 11월 12일(30세) | 도호쿠 라쿠텐 골든이글스   |  |  |
| 4  | 내야수 | 기쿠치 료스케     | 1990년 3월 11일(31세)  | 히로시마 도요 카프         |  |  |
| 6  | 내야수 | 사카모토 하야토   | 1988년 12월 14일(32세) | 요미우리 자이언츠          |  |  |
| 55 | 내야수 | 무라카미 무네타카 | 2000년 2월 2일(21세)   | 도쿄 야쿠르트 스왈로스     |  |  |
|    |        |                   |                        |                            |  |  |
| 8  | 외야수 | 곤도 겐스케       | 1993년 8월 9일(27세)   | 홋카이도 닛폰햄 파이터스   |  |  |
| 9  | 외야수 | 야나기타 유키     | 1988년 10월 9일(32세)  | 후쿠오카 소프트뱅크 호크스 |  |  |
| 31 | 외야수 | 구리하라 료야     | 1996년 7월 4일(24세)   | 후쿠오카 소프트뱅크 호크스 |  |  |
| 34 | 외야수 | 요시다 마사타카   | 1993년 7월 15일(27세)  | 오릭스 버펄로스            |  |  |
| 51 | 외야수 | 스즈키 세이야     | 1994년 8월 18일(26세)  | 히로시마 도요 카프         |  |  |

## B조

### 대한민국
- 감독: 74 김경문
- 코치: 73 최일언 (투수 코치)  75 이종열 (수석/ 1루 코치) 77 김종국 (3루 코치) 70 진갑용 (배터리 코치) 88 김재현 (타격 코치) 79 정대현 (불펜 코치)

| 1  | 투수   | 고영표 | 1991년 9월 16일(29세)  | kt 위즈       |  |  |
| 11 | 투수   | 조상우 | 1994년 9월 4일(26세)   | 키움 히어로즈 |  |  |
| 15 | 투수   | 김진욱 | 2002년 7월 5일(18세)   | 롯데 자이언츠 |  |  |
| 18 | 투수   | 원태인 | 2000년 4월 6일(21세)   | 삼성 라이온즈 |  |  |
| 19 | 투수   | 고우석 | 1998년 8월 6일(22세)   | LG 트윈스     |  |  |
| 21 | 투수   | 오승환 | 1982년 7월 15일(38세)  | 삼성 라이온즈 |  |  |
| 23 | 투수   | 차우찬 | 1987년 5월 31일(34세)  | LG 트윈스     |  |  |
| 32 | 투수   | 박세웅 | 1995년 11월 30일(25세) | 롯데 자이언츠 |  |  |
| 48 | 투수   | 이의리 | 2002년 6월 16일(18세)  | KIA 타이거즈  |  |  |
| 55 | 투수   | 김민우 | 1995년 7월 25일(25세)  | 한화 이글스   |  |  |
| 61 | 투수   | 최원준 | 1994년 12월 21일(26세) | 두산 베어스   |  |  |
|    |        |        |                        |               |  |  |
| 25 | 포수   | 양의지 | 1987년 6월 5일(34세)   | NC 다이노스   |  |  |
| 47 | 포수   | 강민호 | 1985년 8월 18일(35세)  | 삼성 라이온즈 |  |  |
|    |        |        |                        |               |  |  |
| 2  | 내야수 | 오지환 | 1990년 3월 12일(31세)  | LG 트윈스     |  |  |
| 3  | 내야수 | 김혜성 | 1999년 1월 27일(22세)  | 키움 히어로즈 |  |  |
| 10 | 내야수 | 황재균 | 1987년 7월 28일(33세)  | kt 위즈       |  |  |
| 13 | 내야수 | 허경민 | 1990년 8월 26일(30세)  | 두산 베어스   |  |  |
| 44 | 내야수 | 오재일 | 1986년 10월 29일(34세) | 삼성 라이온즈 |  |  |
| 50 | 내야수 | 강백호 | 1999년 7월 29일(21세)  | kt 위즈       |  |  |
| 53 | 내야수 | 최주환 | 1988년 2월 28일(33세)  | SSG 랜더스    |  |  |
|    |        |        |                        |               |  |  |
| 17 | 외야수 | 박해민 | 1990년 2월 24일(31세)  | LG 트윈스     |  |  |
| 22 | 외야수 | 김현수 | 1988년 1월 12일(33세)  | LG 트윈스     |  |  |
| 37 | 외야수 | 박건우 | 1990년 9월 8일(30세)   | 두산 베어스   |  |  |
| 51 | 외야수 | 이정후 | 1998년 8월 20일(22세)  | 키움 히어로즈 |  |  |

### 미국
- 감독: 49 마이크 소샤
- 코치: 1 제리 와인스틴 (벤치 코치) 3 대런 펜스터 (3루 코치) 13 롤리 데 아르마스 (불펜 코치) 17 데이브 월리스 (투수 코치) 19 어니 영 (타격/1루 코치)

| 14 | 투수   | 닉 마르티네스       | 1990년 8월 5일(30세)   | 후쿠오카 소프트뱅크 호크스  |  |  |
| 15 | 투수   | 스캇 카즈미어       | 1984년 1월 24일(37세)  | 샌프란시스코 자이언츠 (AAA) |  |  |
| 28 | 투수   | 라이더 라이언       | 1995년 3월 11일(26세)  | 텍사스 레인저스 (AAA)       |  |  |
| 30 | 투수   | 데이비드 로버트슨   | 1985년 4월 9일(36세)   | 무소속                      |  |  |
| 31 | 투수   | 앤서니 고즈         | 1990년 8월 10일(30세)  | 클리블랜드 인디언스 (AAA)   |  |  |
| 32 | 투수   | 브랜던 딕슨         | 1984년 11월 3일(36세)  | 세인트루이스 카디널스 (AAA) |  |  |
| 33 | 투수   | 에드윈 잭슨         | 1983년 9월 9일(37세)   | 무소속                      |  |  |
| 35 | 투수   | 셰인 바즈           | 1999년 6월 17일(21세)  | 탬파베이 레이스 (AAA)       |  |  |
| 39 | 투수   | 스콧 맥고프         | 1989년 10월 31일(31세) | 도쿄 야쿠르트 스왈로즈      |  |  |
| 40 | 투수   | 조 라이언           | 1996년 6월 5일(25세)   | 탬파베이 레이스 (AAA)       |  |  |
| 44 | 투수   | 시미언 우즈리처드슨 | 2000년 9월 27일(20세)  | 토론토 블루제이스 (AA)      |  |  |
| 48 | 투수   | 앤서니 카터         | 1986년 4월 4일(35세)   | 사라페로스 데 살티요        |  |  |
|    |        |                     |                        |                             |  |  |
| 8  | 포수   | 마크 콜로즈베리     | 1995년 9월 4일(25세)   | 신시내티 레즈 (AA)          |  |  |
| 34 | 포수   | 팀 페더로비치       | 1987년 8월 5일(33세)   | 로스앤젤레스 다저스 (AAA)   |  |  |
|    |        |                     |                        |                             |  |  |
| 2  | 내야수 | 에디 알바레즈       | 1990년 1월 30일(31세)  | 마이애미 말린스 (AAA)       |  |  |
| 7  | 내야수 | 잭 로페즈           | 1992년 12월 16일(28세) | 보스턴 레드삭스 (AAA)       |  |  |
| 10 | 내야수 | 닉 앨런             | 1998년 10월 8일(22세)  | 오클랜드 애슬레틱스 (AA)    |  |  |
| 12 | 내야수 | 제이미 웨스트브룩   | 1995년 6월 18일(25세)  | 밀워키 브루어스 (AAA)       |  |  |
| 25 | 내야수 | 토드 프레이저       | 1986년 2월 12일(35세)  | 무소속                      |  |  |
| 26 | 내야수 | 트리스턴 카사스     | 2000년 1월 15일(21세)  | 보스턴 레드삭스 (AA)        |  |  |
|    |        |                     |                        |                             |  |  |
| 5  | 외야수 | 에릭 필리아         | 1992년 7월 6일(28세)   | 시애틀 매리너스 (AAA)       |  |  |
| 16 | 외야수 | 패트릭 키블러핸     | 1989년 12월 22일(31세) | 샌디에이고 파드리스 (AAA)   |  |  |
| 23 | 외야수 | 타일러 오스틴       | 1991년 9월 6일(29세)   | 요코하마 DeNA 베이스타스    |  |  |
| 24 | 외야수 | 버바 스탈링         | 1992년 8월 3일(28세)   | 캔자스시티 로열스 (AAA)     |  |  |

### 이스라엘
| 12 | 투수   | 슐로모 리페츠     | 1979년 2월 11일(42세)  | 무소속                       |  |  |
| 14 | 투수   | 조이 웨그먼       | 1991년 7월 25일(29세)  | 템포 프라하                  |  |  |
| 17 | 투수   | 제이크 피시먼     | 1995년 2월 8일(26세)   | 마이애미 말린스 (AAA)        |  |  |
| 21 | 투수   | 조너선 디 마르테  | 1993년 4월 29일(28세)  | 무소속                       |  |  |
| 23 | 투수   | 벤 와그너         | 1997년 4월 7일(24세)   | 랭커스터 반스토머스          |  |  |
| 27 | 투수   | 존 모스코트       | 1991년 8월 15일(29세)  | 무소속                       |  |  |
| 28 | 투수   | 조시 자이드       | 1987년 3월 24일(34세)  | 무소속                       |  |  |
| 29 | 투수   | 알론 레이크먼     | 1989년 3월 29일(32세)  | 무소속                       |  |  |
| 30 | 투수   | 제러미 블리시     | 1987년 6월 18일(33세)  | 무소속                       |  |  |
| 44 | 투수   | 잭 웨이스         | 1992년 6월 16일(28세)  | 시애틀 매리너스 (AAA)        |  |  |
| 45 | 투수   | 재러드 라킨드     | 1992년 3월 9일(29세)   | 랭커스터 반스토머스          |  |  |
| 47 | 투수   | 알렉스 카츠       | 1994년 10월 12일(26세) | 시카고 컵스 (AA)             |  |  |
|    |        |                   |                        |                              |  |  |
| 7  | 포수   | 탈 에렐           | 1996년 6월 16일(24세)  | 린 대학교                    |  |  |
| 9  | 포수   | 닉 리클레스       | 1990년 2월 2일(31세)   | 무소속                       |  |  |
| 36 | 포수   | 라이언 라반웨이   | 1987년 8월 7일(33세)   | 클리블랜드 인디언스 (AAA)    |  |  |
|    |        |                   |                        |                              |  |  |
| 3  | 내야수 | 이안 킨슬러       | 1982년 6월 22일(38세)  | 무소속                       |  |  |
| 6  | 내야수 | 잭 펜프라세       | 1985년 2월 16일(36세)  | 뉴욕 볼더스                  |  |  |
| 8  | 내야수 | 스콧 버첨         | 1993년 6월 17일(27세)  | 콜로라도 로키스 (AAA)        |  |  |
| 11 | 내야수 | 타이 켈리         | 1988년 7월 20일(32세)  | 시애틀 매리너스 (AAA)        |  |  |
| 19 | 내야수 | 대니 발렌시아     | 1984년 9월 19일(36세)  | 무소속                       |  |  |
| 22 | 내야수 | 미치 글레이저     | 1989년 10월 15일(31세) | 수폴스 카나리스              |  |  |
|    |        |                   |                        |                              |  |  |
| 2  | 외야수 | 블레이크 게일런   | 1985년 3월 27일(36세)  | 랭커스터 반스토머스          |  |  |
| 4  | 외야수 | 롭 팰러           | 1993년 3월 21일(28세)  | 콜로라도 스프링스 스노우삭스 |  |  |
| 24 | 외야수 | 아사프 로벤가르트 | 1998년 3월 1일(23세)   | 맨스필드 마운티너스          |  |  |